# Liste der Nummer-eins-Hits in den Niederlanden (2008)
Dies ist eine Liste der Nummer-eins-Hits in den Niederlanden im Jahr 2008. Sie basiert auf den Nederlandse Top 40 von Radio 538 (Singles) bzw. den von der GfK ermittelten Dutch Album Top 100 dieses Jahres.
In diesem Jahr gab es 18 Nummer-eins-Singles und 19 Nummer-eins-Alben.

## Singles
| ← 2007 ← | Liste der Nummer-eins-Hits in den Niederlanden | Liste der Nummer-eins-Hits in den Niederlanden | Liste der Nummer-eins-Hits in den Niederlanden | 2009 →                    |
| \| Zeitraum \| Wo. ges. \| Interpret \| Titel Autor(en) \| Zusätzliche Informationen \| \| (Zeitraum, Wochen auf Platz eins, Interpret, Titel, Autor[en], zusätzliche Informationen) \| \| \| \| \| \| ----------------------------------------------------------------------------------------- \| -------- \| ------------------------------------------- \| ---------------------------------------------------------------------------------------------------------------------------------------------------------- \| ------------------------- \| \| 29. Dezember 2007 – 25. Januar 2008 4 Wochen \| 4 \| Timbaland presents OneRepublic \| Apologize Ryan B. Tedder \| – \| \| 26. Januar 2008 – 22. Februar 2008 4 Wochen \| 4 \| Mark Ronson feat. Amy Winehouse \| Valerie Sean Francis Caleb Payne, David Alan McCabe, Abigail Harding, Boyan Uddin Chowdhury, Russell Thomas Pritchard \| – \| \| 23. Februar 2008 – 14. März 2008 3 Wochen \| 3 \| Leona Lewis \| Bleeding Love Ryan B. Tedder, Jesse McCartney \| – \| \| 15. März 2008 – 4. April 2008 3 Wochen \| 3 \| Nikki \| Hello World John O. C. W. Ewbank \| – \| \| 5. April 2008 – 18. April 2008 2 Wochen \| 2 \| Duffy \| Mercy Stephen Andrew Booker, Aimee Ann Duffy \| – \| \| 19. April 2008 – 2. Mai 2008 2 Wochen \| 2 \| Kane \| Shot of a Gun Marco F. Dinand Woesthoff, Lauren Christy, Scott Spock, Graham Edwards \| – \| \| 3. Mai 2008 – 23. Mai 2008 3 Wochen \| 3 \| Marco Borsato \| Wit licht John O. C. W. Ewbank \| – \| \| 24. Mai 2008 – 6. Juni 2008 2 Wochen \| 2 \| Madonna feat. Justin Timberlake & Timbaland \| 4 Minutes Floyd Nathaniel Hills, Madonna Louise Ciccone, Timothy Z. Mosley, Justin R. Timberlake \| – \| \| 7. Juni 2008 – 20. Juni 2008 2 Wochen \| 2 \| Amy Macdonald \| This Is the Life Amy Elizabeth Macdonald \| – \| \| 21. Juni 2008 – 4. Juli 2008 2 Wochen \| 2 \| Wolter Kroes \| Viva Hollandia Original: Peter Werner, Jan-Peter Fröhlich, Ralf Rudnik, Hannes Schöner, Henning Krautmacher; niederländischer Text: Edwin A. van Hoevelaak \| – \| \| 5. Juli 2008 – 18. Juli 2008 2 Wochen \| 2 \| Enrique Iglesias \| Can You Hear Me Frankie Storm, Enrique M. Iglesias, Steve Morales \| – \| \| 19. Juli 2008 – 29. August 2008 6 Wochen \| 6 \| Madonna \| Give It 2 Me Madonna Louise Ciccone, Pharrell L. Williams \| – \| \| 30. August 2008 – 19. September 2008 3 Wochen \| 3 \| Marco Borsato \| Stop de tijd John O. C. W. Ewbank \| – \| \| 20. September 2008 – 3. Oktober 2008 2 Wochen \| 2 \| Katy Perry \| I Kissed a Girl Max Martin, Lukasz Gottwald, Katy Perry, Cathy Dennis \| – \| \| 4. Oktober 2008 – 24. Oktober 2008 3 Wochen \| 3 \| Coldplay \| Viva la Vida Guy Rupert Berryman, Jonathan Mark Buckland, William Champion, Christopher Anthony John Martin \| – \| \| 25. Oktober 2008 – 14. November 2008 3 Wochen \| 3 \| Robin S. \| Show Me Love 2008 Allen George, Fred Craig McFarlane \| – \| \| 15. November 2008 – 5. Dezember 2008 3 Wochen \| 3 \| Marco Borsato \| Dochters John O. C. W. Ewbank \| – \| \| 6. Dezember 2008 – 2. Januar 2009 4 Wochen \| 4 \| Beyoncé \| If I Were a Boy Tobias Gad, Brittany Jean Carlson \| – \| |                                                |                                                | |                           |
| ← 2007 |                                                |                                                | | → 2009 →                  |
| Zeitraum | Wo. ges.                                       | Interpret                                      | Titel Autor(en) | Zusätzliche Informationen |
| (Zeitraum, Wochen auf Platz eins, Interpret, Titel, Autor[en], zusätzliche Informationen) |                                                |                                                | |                           |
| 29. Dezember 2007 – 25. Januar 2008 4 Wochen | 4                                              | Timbaland presents OneRepublic                 | Apologize Ryan B. Tedder | –                         |
| 26. Januar 2008 – 22. Februar 2008 4 Wochen | 4                                              | Mark Ronson feat. Amy Winehouse                | Valerie Sean Francis Caleb Payne, David Alan McCabe, Abigail Harding, Boyan Uddin Chowdhury, Russell Thomas Pritchard                                      | –                         |
| 23. Februar 2008 – 14. März 2008 3 Wochen | 3                                              | Leona Lewis                                    | Bleeding Love Ryan B. Tedder, Jesse McCartney | –                         |
| 15. März 2008 – 4. April 2008 3 Wochen | 3                                              | Nikki                                          | Hello World John O. C. W. Ewbank | –                         |
| 5. April 2008 – 18. April 2008 2 Wochen | 2                                              | Duffy                                          | Mercy Stephen Andrew Booker, Aimee Ann Duffy | –                         |
| 19. April 2008 – 2. Mai 2008 2 Wochen | 2                                              | Kane                                           | Shot of a Gun Marco F. Dinand Woesthoff, Lauren Christy, Scott Spock, Graham Edwards                                                                       | –                         |
| 3. Mai 2008 – 23. Mai 2008 3 Wochen | 3                                              | Marco Borsato                                  | Wit licht John O. C. W. Ewbank | –                         |
| 24. Mai 2008 – 6. Juni 2008 2 Wochen | 2                                              | Madonna feat. Justin Timberlake & Timbaland    | 4 Minutes Floyd Nathaniel Hills, Madonna Louise Ciccone, Timothy Z. Mosley, Justin R. Timberlake                                                           | –                         |
| 7. Juni 2008 – 20. Juni 2008 2 Wochen | 2                                              | Amy Macdonald                                  | This Is the Life Amy Elizabeth Macdonald | –                         |
| 21. Juni 2008 – 4. Juli 2008 2 Wochen | 2                                              | Wolter Kroes                                   | Viva Hollandia Original: Peter Werner, Jan-Peter Fröhlich, Ralf Rudnik, Hannes Schöner, Henning Krautmacher; niederländischer Text: Edwin A. van Hoevelaak | –                         |
| 5. Juli 2008 – 18. Juli 2008 2 Wochen | 2                                              | Enrique Iglesias                               | Can You Hear Me Frankie Storm, Enrique M. Iglesias, Steve Morales                                                                                          | –                         |
| 19. Juli 2008 – 29. August 2008 6 Wochen | 6                                              | Madonna                                        | Give It 2 Me Madonna Louise Ciccone, Pharrell L. Williams                                                                                                  | –                         |
| 30. August 2008 – 19. September 2008 3 Wochen | 3                                              | Marco Borsato                                  | Stop de tijd John O. C. W. Ewbank | –                         |
| 20. September 2008 – 3. Oktober 2008 2 Wochen | 2                                              | Katy Perry                                     | I Kissed a Girl Max Martin, Lukasz Gottwald, Katy Perry, Cathy Dennis                                                                                      | –                         |
| 4. Oktober 2008 – 24. Oktober 2008 3 Wochen | 3                                              | Coldplay                                       | Viva la Vida Guy Rupert Berryman, Jonathan Mark Buckland, William Champion, Christopher Anthony John Martin                                                | –                         |
| 25. Oktober 2008 – 14. November 2008 3 Wochen | 3                                              | Robin S.                                       | Show Me Love 2008 Allen George, Fred Craig McFarlane | –                         |
| 15. November 2008 – 5. Dezember 2008 3 Wochen | 3                                              | Marco Borsato                                  | Dochters John O. C. W. Ewbank | –                         |
| 6. Dezember 2008 – 2. Januar 2009 4 Wochen | 4                                              | Beyoncé                                        | If I Were a Boy Tobias Gad, Brittany Jean Carlson | –                         |

## Alben
| ← 2007 ← | Liste der Nummer-eins-Hits in den Niederlanden | Liste der Nummer-eins-Hits in den Niederlanden | Liste der Nummer-eins-Hits in den Niederlanden | 2009 →                    |
| \| Zeitraum \| Wo. ges. \| Interpret \| Titel \| Zusätzliche Informationen \| \| (Zeitraum, Wochen auf Platz eins, Interpret, Titel, zusätzliche Informationen) \| \| \| \| \| \| ------------------------------------------------------------------------------ \| -------- \| ---------------------------- \| ----------------------------------------- \| ------------------------- \| \| 8. Dezember 2007 – 18. Januar 2008 6 Wochen \| 6 \| Paul de Leeuw \| Symphonica in Rosso \| – \| \| 19. Januar 2008 – 25. April 2008 14 Wochen (insgesamt 15) \| 15 \| Amy Winehouse \| Back to Black \| – \| \| 26. April 2008 – 2. Mai 2008 1 Woche \| 1 \| Armin van Buuren \| Imagine \| – \| \| 3. Mai 2008 – 16. Mai 2008 2 Wochen \| 2 \| Madonna \| Hard Candy \| – \| \| 17. Mai 2008 – 30. Mai 2008 2 Wochen \| 2 \| Kane \| Everything You Want \| – \| \| 31. Mai 2008 – 20. Juni 2008 3 Wochen \| 3 \| Amy Macdonald \| This Is the Life \| – \| \| 21. Juni 2008 – 4. Juli 2008 2 Wochen (insgesamt 9) \| 9 \| Coldplay \| Viva la Vida or Death and All His Friends \| – \| \| 5. Juli 2008 – 11. Juli 2008 1 Woche \| 1 \| Anouk \| Live at Gelredome \| – \| \| 12. Juli 2008 – 22. August 2008 6 Wochen (insgesamt 9) \| 9 \| Coldplay \| Viva la Vida or Death and All His Friends \| – \| \| 23. August 2008 – 29. August 2008 1 Woche \| 1 \| Creedence Clearwater Revival \| Collected \| – \| \| 30. August 2008 – 5. September 2008 1 Woche (insgesamt 9) \| 9 \| Coldplay \| Viva la Vida or Death and All His Friends \| – \| \| 6. September 2008 – 19. September 2008 2 Wochen \| 2 \| Jan Smit \| Stilte in de storm \| – \| \| 20. September 2008 – 26. September 2008 1 Woche \| 1 \| Metallica \| Death Magnetic \| – \| \| 27. September 2008 – 10. Oktober 2008 2 Wochen (insgesamt 6) \| 6 \| Marco Borsato \| Wit licht \| – \| \| 11. Oktober 2008 – 17. Oktober 2008 1 Woche \| 1 \| Bløf \| Oktober \| – \| \| 18. Oktober 2008 – 24. Oktober 2008 1 Woche (insgesamt 6) \| 6 \| Marco Borsato \| Wit licht \| – \| \| 25. Oktober 2008 – 31. Oktober 2008 1 Woche \| 1 \| Frans Bauer & Marianne Weber \| Frans & Marianne \| – \| \| 1. November 2008 – 7. November 2008 1 Woche \| 1 \| Pink \| Funhouse \| – \| \| 8. November 2008 – 14. November 2008 1 Woche \| 1 \| Ilse DeLange \| Incredible \| – \| \| 15. November 2008 – 21. November 2008 1 Woche \| 1 \| Il Divo \| The Promise \| – \| \| 22. November 2008 – 5. Dezember 2008 2 Wochen \| 2 \| Céline Dion \| My Love – Essential Collection \| – \| \| 6. Dezember 2008 – 12. Dezember 2008 1 Woche (insgesamt 2) \| 2 \| Lionel Richie \| Symphonica in Rosso \| – \| \| 13. Dezember 2008 – 19. Dezember 2008 1 Woche (insgesamt 6) \| 6 \| Marco Borsato \| Wit licht \| – \| \| 20. Dezember 2008 – 26. Dezember 2008 1 Woche \| 1 \| Lionel Richie \| Symphonica in Rosso \| – \| \| 27. Dezember 2008 – 9. Januar 2009 2 Wochen (insgesamt 6) \| 6 \| Marco Borsato \| Wit licht \| – \| |                                                |                                                |                                                |                           |
| ← 2007 |                                                |                                                |                                                | → 2009 →                  |
| Zeitraum | Wo. ges.                                       | Interpret                                      | Titel                                          | Zusätzliche Informationen |
| (Zeitraum, Wochen auf Platz eins, Interpret, Titel, zusätzliche Informationen) |                                                |                                                |                                                |                           |
| 8. Dezember 2007 – 18. Januar 2008 6 Wochen | 6                                              | Paul de Leeuw                                  | Symphonica in Rosso                            | –                         |
| 19. Januar 2008 – 25. April 2008 14 Wochen (insgesamt 15) | 15                                             | Amy Winehouse                                  | Back to Black                                  | –                         |
| 26. April 2008 – 2. Mai 2008 1 Woche | 1                                              | Armin van Buuren                               | Imagine                                        | –                         |
| 3. Mai 2008 – 16. Mai 2008 2 Wochen | 2                                              | Madonna                                        | Hard Candy                                     | –                         |
| 17. Mai 2008 – 30. Mai 2008 2 Wochen | 2                                              | Kane                                           | Everything You Want                            | –                         |
| 31. Mai 2008 – 20. Juni 2008 3 Wochen | 3                                              | Amy Macdonald                                  | This Is the Life                               | –                         |
| 21. Juni 2008 – 4. Juli 2008 2 Wochen (insgesamt 9) | 9                                              | Coldplay                                       | Viva la Vida or Death and All His Friends      | –                         |
| 5. Juli 2008 – 11. Juli 2008 1 Woche | 1                                              | Anouk                                          | Live at Gelredome                              | –                         |
| 12. Juli 2008 – 22. August 2008 6 Wochen (insgesamt 9) | 9                                              | Coldplay                                       | Viva la Vida or Death and All His Friends      | –                         |
| 23. August 2008 – 29. August 2008 1 Woche | 1                                              | Creedence Clearwater Revival                   | Collected                                      | –                         |
| 30. August 2008 – 5. September 2008 1 Woche (insgesamt 9) | 9                                              | Coldplay                                       | Viva la Vida or Death and All His Friends      | –                         |
| 6. September 2008 – 19. September 2008 2 Wochen | 2                                              | Jan Smit                                       | Stilte in de storm                             | –                         |
| 20. September 2008 – 26. September 2008 1 Woche | 1                                              | Metallica                                      | Death Magnetic                                 | –                         |
| 27. September 2008 – 10. Oktober 2008 2 Wochen (insgesamt 6) | 6                                              | Marco Borsato                                  | Wit licht                                      | –                         |
| 11. Oktober 2008 – 17. Oktober 2008 1 Woche | 1                                              | Bløf                                           | Oktober                                        | –                         |
| 18. Oktober 2008 – 24. Oktober 2008 1 Woche (insgesamt 6) | 6                                              | Marco Borsato                                  | Wit licht                                      | –                         |
| 25. Oktober 2008 – 31. Oktober 2008 1 Woche | 1                                              | Frans Bauer & Marianne Weber                   | Frans & Marianne                               | –                         |
| 1. November 2008 – 7. November 2008 1 Woche | 1                                              | Pink                                           | Funhouse                                       | –                         |
| 8. November 2008 – 14. November 2008 1 Woche | 1                                              | Ilse DeLange                                   | Incredible                                     | –                         |
| 15. November 2008 – 21. November 2008 1 Woche | 1                                              | Il Divo                                        | The Promise                                    | –                         |
| 22. November 2008 – 5. Dezember 2008 2 Wochen | 2                                              | Céline Dion                                    | My Love – Essential Collection                 | –                         |
| 6. Dezember 2008 – 12. Dezember 2008 1 Woche (insgesamt 2) | 2                                              | Lionel Richie                                  | Symphonica in Rosso                            | –                         |
| 13. Dezember 2008 – 19. Dezember 2008 1 Woche (insgesamt 6) | 6                                              | Marco Borsato                                  | Wit licht                                      | –                         |
| 20. Dezember 2008 – 26. Dezember 2008 1 Woche | 1                                              | Lionel Richie                                  | Symphonica in Rosso                            | –                         |
| 27. Dezember 2008 – 9. Januar 2009 2 Wochen (insgesamt 6) | 6                                              | Marco Borsato                                  | Wit licht                                      | –                         |

## Jahreshitparaden
| ← 2007 ← | Liste der Nummer-eins-Hits in den Niederlanden | Liste der Nummer-eins-Hits in den Niederlanden     | Liste der Nummer-eins-Hits in den Niederlanden | 2009 →   |
| \| Singles \| Position# \| Alben \| \| ----------------------------------------------------------------------------------------------------------------------------------------------------------------------------------------------- \| --------- \| -------------------------------------------------- \| \| This Is the Life Amy Macdonald Amy Elizabeth Macdonald \| 1 \| Back to Black Amy Winehouse \| \| Viva la Vida Coldplay Guy Rupert Berryman, Jonathan Mark Buckland, William Champion, Christopher Anthony John Martin \| 2 \| This Is the Life Amy Macdonald \| \| Sweet About Me Gabriella Cilmi Miranda Eleanor de Fonbrune Cooper, Timothy Elliott Larcombe, Timothy Martin Powell, Gabriella Lucia Cilmi, Brian Thomas Higgins, Nicholas John Sutherland Coler \| 3 \| Wit licht Marco Borsato \| \| Valerie Mark Ronson feat. Amy Winehouse Sean Francis Caleb Payne, David Alan McCabe, Abigail Harding, Boyan Uddin Chowdhury, Russell Thomas Pritchard \| 4 \| Viva la Vida or Death and All His Friends Coldplay \| \| Father & Friend Alain Clark \| 5 \| Vandaag Nick & Simon \| \| Bubbly Colbie Caillat Colbie Marie Caillat, Jason Bradford Reeves \| 6 \| Stilte in de storm Jan Smit \| \| Bleeding Love Leona Lewis Ryan B. Tedder, Jesse McCartney \| 7 \| Rockferry Duffy \| \| All Summer Long Kid Rock Edward C. King, Gary Robert Rossington, Ronnie Van Zant, Warren William Zevon, Robert T. Wachtel, Matthew L. Shafer, Robert J. Ritchie, Leroy P. Marinell \| 8 \| Live It Out Alain Clark \| \| Fascination Alphabeat Anders Bønløkke \| 9 \| Who’s Your Momma Anouk \| \| Infinity 2008 Guru Josh Project Paul Dudley Walden \| 10 \| Hard Candy Madonna \| |                                                |                                                    |                                                |          |
| ← 2007 |                                                |                                                    |                                                | → 2009 → |
| Singles | Position#                                      | Alben                                              |                                                |          |
| This Is the Life Amy Macdonald Amy Elizabeth Macdonald | 1                                              | Back to Black Amy Winehouse                        |                                                |          |
| Viva la Vida Coldplay Guy Rupert Berryman, Jonathan Mark Buckland, William Champion, Christopher Anthony John Martin | 2                                              | This Is the Life Amy Macdonald                     |                                                |          |
| Sweet About Me Gabriella Cilmi Miranda Eleanor de Fonbrune Cooper, Timothy Elliott Larcombe, Timothy Martin Powell, Gabriella Lucia Cilmi, Brian Thomas Higgins, Nicholas John Sutherland Coler | 3                                              | Wit licht Marco Borsato                            |                                                |          |
| Valerie Mark Ronson feat. Amy Winehouse Sean Francis Caleb Payne, David Alan McCabe, Abigail Harding, Boyan Uddin Chowdhury, Russell Thomas Pritchard | 4                                              | Viva la Vida or Death and All His Friends Coldplay |                                                |          |
| Father & Friend Alain Clark | 5                                              | Vandaag Nick & Simon                               |                                                |          |
| Bubbly Colbie Caillat Colbie Marie Caillat, Jason Bradford Reeves | 6                                              | Stilte in de storm Jan Smit                        |                                                |          |
| Bleeding Love Leona Lewis Ryan B. Tedder, Jesse McCartney | 7                                              | Rockferry Duffy                                    |                                                |          |
| All Summer Long Kid Rock Edward C. King, Gary Robert Rossington, Ronnie Van Zant, Warren William Zevon, Robert T. Wachtel, Matthew L. Shafer, Robert J. Ritchie, Leroy P. Marinell | 8                                              | Live It Out Alain Clark                            |                                                |          |
| Fascination Alphabeat Anders Bønløkke | 9                                              | Who’s Your Momma Anouk                             |                                                |          |
| Infinity 2008 Guru Josh Project Paul Dudley Walden | 10                                             | Hard Candy Madonna                                 |                                                |          |